# Łazduny 2
Łazduny 2 (biał. Лаздуны 2; ros. Лаздуны 2) – wieś na Białorusi, w rejonie iwiejskim obwodu grodzieńskiego, około 12 km na wschód od Iwia.

## Nazwa
W drugiej połowie XIX wieku około 5 km na północ od miasteczka Łazduny wybudowano pałac i duży park o nazwie Łazduny. W XX wieku wokół dworu rozrosła się wieś, również zwana Łazduny. Na wielu mapach z drugiej połowy XX wieku obie wsie nazywano różnie, np. Łazduny i Łazduny 1, Łazduny południowe i Łazduny północne. Obecnie Łazduny północne są większe, są siedzibą sielsowietu i noszą oficjalną nazwę Łazduny 1, a południowe – Łazduny 2.

## Historia
Dobra te zostały nadane w 1407 roku Janowi Moniwidowiczowi (lub jego ojcu Moniwidowi) przez ks. Witolda. Później przez wieki były dziedzictwem Radziwiłłów. Gospodarowali na nich, prawem zastawu, kolejno miejscowi mieszczanie, ale również, do 1787 roku – dominikanie z Poporcia, później biskup wileński Tomasz Ignacy Zienkowicz. W 1806 roku Dominik Hieronim Radziwiłł podarował Łazduny Józefowi Wołodkowiczowi (1765–1822), posłowi na Sejm Czteroletni, i jego żonie Karolinie z Brzostowskich. W 1810 (lub po 1817) roku majątek ten nabył od nich Samuel Wołk-Łaniewski (1759–?), który później podarował go swej wnuczce Weronice Wołk-Łaniewskiej (1823–1891) zamężnej za Oskarem Korwin-Milewskim (~1820–?). Ostatnim właścicielem majątku był ich syn Hipolit Milewski, który po I wojnie światowej sprzedał go na parcelację.
Po III rozbiorze Polski w 1795 roku Łazduny, wcześniej należące do powiatu oszmiańskiego województwa wileńskiego Rzeczypospolitej, znalazły się na terenie ujezdu oszmiańskiego guberni wileńskiej Imperium Rosyjskiego. Po ustabilizowaniu się granicy polsko-radzieckiej w 1921 roku Łazduny wróciły do Polski, znalazły się w gminie Ługomowicze w powiecie wołożyńskim województwa nowogródzkiego. Od 1945 roku – w ZSRR, od 1991 roku – na terenie Republiki Białorusi.
W 1866 roku w miasteczku (obecne Łazduny 2) mieszkało 456 osób. W 1897 roku – 838 w miasteczku i 111 w folwarku. W II Rzeczypospolitej miejscowość straciła status miasteczka, w 1921 roku we wsi mieszkało 700 osób (698 katolików i 2 osoby wyznania prawosławnego), natomiast w folwarku – 213 osób (154 katolików, 48 prawosławnych i 1 osoba wyznania ewangelickiego). W 2009 roku w Łazdunach 2 mieszkało 176 osób.
Na tutejszy cmentarz katolicki przeniesiono w latach 80. lub 90. XX wieku kapliczkę pochodzącą z lat 30. XX wieku. Obecnie w Łazdunach 2 funkcjonuje również kaplica katolicka w budynku klubu